# 百日青
百日青（学名：Podocarpus neriifolius）亦称竹葉羅漢松、竹叶松，为罗汉松科的植物。

## 形态
百日青为常绿乔木，高达25米，叶子互生或轮生，线状披针形，一般长7—15厘米，宽5—8毫米，中脉显著在两面突起似夹竹桃叶，种子球形，位于一肥大肉质的种托上。

## 分布
分布在台湾以及中国大陆的云南、福建、广西、广东、贵州、湖南、西藏、四川、浙江、江西以及香港太平山等地，生长于海拔400米至1,000米的地区，多生在锡金、越南、不丹、老挝、缅甸、尼泊尔、印度尼西亚以及马来西亚，目前尚未由人工引种栽培。

## 别名
竹叶松（广东、广西），脉叶罗汉松（静生汇报），桃柏松（上海），璎珞柏（江苏南通），竹柏松、油松、白松、大叶竹柏松（海南）